# Ipiranga do Piauí
Ipiranga do Piauí är en kommun i Brasilien.   Den ligger i delstaten Piauí, i den östra delen av landet, 1 200 km nordost om huvudstaden Brasília. Antalet invånare är 9 326.
Omgivningarna runt Ipiranga do Piauí är huvudsakligen savann. Runt Ipiranga do Piauí är det glesbefolkat, med 16 invånare per kvadratkilometer.